# Nick Nelson
Nick Nelson és un dels personatges principals de la sèrie de novel·les gràfiques d'Alice Oseman Heartstopper, així com de la seva adaptació a Netflix (2022-actualitat) amb el mateix nom (Heartstopper), on és interpretat per Kit Konnor.

## Visió general del personatge
Nick Nelson és la parella de Charlie Spring (Joe Locke) a la sèrie de novel·les gràfiques Heartstopper i la seva adaptació de Netflix del 2022. Nick és un noi bisexual i és membre de l'equip de rugbi de la seva escola. En Nick es preocupa profundament per la seva relació amb Charlie i es compromet a protegir-lo a qualsevol preu. El personatge de Nick és molt afectuós i dolç, i li agrada el rugbi, la Fórmula 1, Marvel, la pluja i els animals. És molt alt, té els cabells rossos fosc i els ulls marrons. Nick va lluitar amb la seva sexualitat abans de conèixer en Charlie, que el va ajudar a identificar-se com ell i li va permetre parlar amb la seva mare[1]. Fora de Heartstopper, també apareix en altres obres d'Alice Oseman.

## Història del personatge
Nick va néixer el 4 de setembre de Stéphane i Sarah Nelson i és el germà petit de David Nelson. El seu pare és francès i la seva mare és britànica, fent Nick britànic-francès. Domina tant el francès com l'anglès. Un temps abans dels esdeveniments de Heartstopper, es va convertir en un jugador de rugbi amb talent, els seus pares es van separar, el seu germà es va mudar i va aconseguir un gos anomenat Nellie i més tard, un altre anomenat Henry. En Nick té una relació difícil amb el seu pare, que està principalment absent i el seu germà, que era homòfob i desagradable. [3] [4]

## Personalitat
Nick és un gran jugador de rugbi fort, que fa 1,90 metres d'alçada i inicialment s'estereotipa que és groller i abrasiu, però quan en Charlie el coneix, Nick es mostra com a amable, alegre i afectuós, amb una ment molt oberta i dolç amb els seus companys. Nick sovint intenta trobar solucions pràctiques als problemes, cosa que de vegades és contraproduent, però sempre està alimentat per bones intencions. Al costat del rugbi, Nick és bo per cuinar, la seva pel·lícula preferida és The Avengers, el seu personatge preferit és Iron Man, és fan de la FA Cup, Six Nations i Family Guy i el seu tipus MBTI és ESFJ/The Caregiver. La seva banda preferida és Vampire Weekend.

## Aparicions

### Literatura
- Solitari (2014) [2]
- Nick i Charlie (2015) [3]
- Aquest hivern (2015) [4]
- Silenci de ràdio (2016) [5]
- Heartstopper (2019-present)
  - Volum 1 (2019)
  - Volum 2 (2019)
  - Volum 3 (2020)
  - Volum 4 (2021)
  - Volum 5 (2023)

### Televisió
- Heartstopper (2022-present)

## Recepció
Nick ha rebut elogis generalment positius com a sòlida representació bisexual i, en general, es veu com un personatge simpàtic i ben desenvolupat. Beatriz Gatz de Culture va escriure “Nick Nelson és un personatge que aporta representativitat als joves, els fa sentir vists i provoca reflexió” i va elogiar molt una escena on Nick surt a la seva mare. Madison Diaz de CBR va elogiar l'actitud amable del personatge escrivint “Al llarg del programa, Nick lluita amb la seva batalla interna per entendre quina pot ser la seva sexualitat, però continua sent transparent amb Charlie a cada pas”. A més, afegint que “Es manté fidel a la seva paraula, la qual cosa el converteix en un digne cors per a adolescents impressionables”. Va ser el segon classificat en un rànquing de 2023 dels 10 millors personatges Heartstopper, classificats per Likability per Collider. Hannah Mackenzie de Teen Vogue va elogiar l'orgull del personatge per la seva bisexualitat, afirmant: “Per això, veure la veu d'un personatge principal i anomenar la seva bisexualitat amb orgull, malgrat l'esborrament que s'enfronta, se sent tan important, especialment en un programa dirigit a joves que poden estar lluitant. Amb sentiments complicats sobre les seves pròpies sexualitats”.
L'actuació de Kit Connor també ha estat ben rebuda. Radio Times el va enumerar com una de les seves “Estrelles emergents del 2023”. Connor va guanyar el premi actor protagonista masculí als RTS Program Awards 2023.